# George Whitworth
George H. Whitworth (né le 14 juillet 1896 à Northampton dans le Northamptonshire et mort à une date inconnue après 1928) est un joueur de football anglais qui évoluait au poste d'attaquant.

## Palmarès
Northampton Town
- Championnat d'Angleterre D3 :
  - Meilleur buteur : 1920-21 (28 buts).